# جوردي غراو
جوردي غراو (بالألمانية: Jordi Grau)  (و. 1981  م) هو راكب دراجة هوائية، ورياضي إسباني، ولد في برشلونة.

## روابط خارجية
- جوردي غراو على موقع الاتحاد الدولي للدراجات (الإنجليزية)
- جوردي غراو على موقع أرشيف الدراجات (الإنجليزية)
- جوردي غراو على موقع إحصائيات الدراجات الإحترافية (الإنجليزية)
- جوردي غراو على موقع نسبة الدراجات (الإنجليزية)